# Leiklahdenjärvi
Leiklahdenjärvi är en sjö i Finland. Den ligger i Nådendals stad i landskapet Egentliga Finland, i den sydvästra delen av landet, 170 km väster om huvudstaden Helsingfors. Leiklahdenjärvi ligger 0,8 meter över havet. Den ligger på ön Rimito. I omgivningarna runt Leiklahdenjärvi växer i huvudsak barrskog. Arean är 7,9 hektar och strandlinjen är 1,57 kilometer lång. Sjön  ingår i Norra Skärgårdshavets avrinningsområde. 
I övrigt finns följande i Leiklahdenjärvi:
- Rimito (en ö)